# Municipio de Kragero
El municipio de Kragero (en inglés: Kragero Township) es un municipio ubicado en el condado de Chippewa en el estado estadounidense de Minnesota. En el año 2010 tenía una población de 125 habitantes y una densidad poblacional de 1,08 personas por km².

## Geografía
El municipio de Kragero se encuentra ubicado en las coordenadas 45°5′11″N 95°56′58″O / 45.08639, -95.94944. Según la Oficina del Censo de los Estados Unidos, el municipio tiene una superficie total de 115.3 km², de la cual 105,73 km² corresponden a tierra firme y (8,3 %) 9,58 km² es agua.

## Demografía
Según el censo de 2010, había 125 personas residiendo en el municipio de Kragero. La densidad de población era de 1,08 hab./km². De los 125 habitantes, el municipio de Kragero estaba compuesto por el 92,8 % blancos, el 2,4 % eran afroamericanos, el 4,8 % eran isleños del Pacífico. Del total de la población el 0 % eran hispanos o latinos de cualquier raza.